# شق جراحي
يُجرى الشق الجراحي (بالإنجليزية: Surgical incision) في العمليات الجراحية عبر قطع الجلد والأنسجة الرخوة لتسهيل الإجراء الجراحي. يمكن إجراء الشق الجراحي بطرق مختلفة للقيام بنفس العمل الجراحي، ولكن الجرَّاح يختار عادة شقاً جراحياً صغير الحجم مع محاولة تقليل الاختلاطات والآثار الجانبية الناتجة عنه ما أمكن.

## تشريح
يُخطط للشقوق الجراحية بناءً على المعطيات التشريحية المتوقعة في موقع العمل الجراحي، وهناك عدة شقوق جراحية شائعة في كل منطقة من مناطق الجسم.

### الرأس والرقبة
شق وايلد: يستخدم هذا الشق لتصريف القيح والمفرزات من الخَشَّاء الملتهب (جزء من العظم الصدغي خلف الأذن). سمي هذا الشق على اسم جراح الأنف والأذن والحنجرة السير ويليام وايلد في دبلن والذي وصفه لأول مرة في نهاية القرن التاسع عشر. تذكر بعض المصادر أن ابنه أوسكار قد توفي بالتهاب السحايا الناتج عن التهاب الخشاء، وهو الأمر الذي دفعه لتطوير هذا النوع من العمليات الجراحية.

### الصدر
شق القص الناصف: يعتبر الشق الرئيسي الذي يستخدم في عمليات القلب الجراحية. يمتد هذا الشق من الثلمة القصية إلى الناتئ الرهابي. يُقطع القص أثناء هذا الإجراء، ويُستخدم مُبعد خاص لإبقاء القفص الصدري مفتوحاً أثناء العمل الجراحي.
شق الصدر: يجرى الشق الجراحي هنا عن طريق قص الأضلاع بشكلٍ جانبي للوصول إلى جوف الصدر.

### البطن والحوض
- الشق الناصف: أشيع شقوق البطن وأكثرها استخداماً أثناء العمليات الجراحية التي تجرى على البطن، وهو شق أفقي على مسار الخط الأبيض في البطن. يُفضل الجراحون استخدام هذا الشق الجراحي في عمليات فتح البطن الاستقصائي لأنه يتيح الوصول إلى معظم جوف البطن بسرعة. يمتد الشق الناصف العلوي من الناتئ الرهابي إلى السرة، أما الشق الناصف السفلي فيمتد من السرة إلى ارتفاق العانة، وفي بعض الأحيان يستخدم شق ناصف طويل من الناتئ الرهابي إلى ارتفاق العانة عند مرضى الرضوض خصوصاً.
- شق فانشتيل: شق معترض أسفل البطن تحت السرة وفوق ارتفاق العانة بحيث يصل للجزء السفلي من الرحم. يستخدم هذا الشق بشكل شائع في العمليات القيصرية، وفي استئصال الرحم في سياق مرض حميد. أثناء إجراء شق فانشتيل يُقطع الجلد والأنسجة الشحمية والغشائية تحت الجلد بشكل معترض لكن الخط الأبيض (الصفاق) يفتح بشكل عامودي.[2][3][4]
- شق شيفرون: شق معترض أعلى البطن أسفل القفص الصدري مباشرة. يبدأ هذا الشق من خط منتصف الإبط أسفل الأضلاع على الجانب الأيمن من البطن وينتهي في الجانب المقابل عند خط منتصف الإبط الأيسر. يتراوح طول هذا الشق بين 24 – 30 بوصة (50 سم تقريباً) ويوفر وصولاً سهلاً إلى الكبد وبقية أعضاء البطن.
- شق تشيرني: شق عرضي يتيح للجراح الوصول بسهولة لحيِّز ريتزوس والجدار الجانبي للحوض. يُجرى الشق فوق إصبعين من ارتفاق العانة وصولاً للشوك الحرقفي الأمامي العلوي في الجانبين، ثم تُبعَّد اللفافة الأمامية عن العضلة المستقيمة البطنية، مع الانتباه لعدم أذية المستقيم، ويجب على المرضى ارتداء مشد لمدة أسبوعين على الأقل بعد العمل الجراحي. يوفر هذا الشق أوسع وصول للحوض مقارنة ببقية الشقوق الجراحية أسفل البطن. شق كوشر: شق مائل يُجرى في الربع العلوي الأيمن من البطن، ويستخدم بشكل روتيني لاستئصال المرارة المفتوح. سمي هذا الشق باسم إيميل تيودور كوشر، وهو مناسب للعمليات الجراحية التي تُجرى على الكبد والمرارة والأقنية الصفراوية. هناك شق كوشر آخر يستخدم في جراحة الغدة الدرقية، وهو شق معترض منحني قليلاً حوالي 2 سم فوق المفاصل القصية الترقوية.
- شق كوستنر: شق عرضي فوق ارتفاق العانة بنحو 5 سم وصولاً للشوك الحرقفي الأمامي العلوي، يفتح الخط الأبيض بشكل عمودي مع الحرص على السيطرة على النزف المحتمل من فروع الأوعية الشرسوفية السطحية، ويوفر هذا الشق وصولاً للحوض وأسفل البطن بشكلٍ مشابه لشق فانشتيل تقريباً.
- شق مايلارد: يشبه شق فانشتيل لكن العضلة المستقيمة البطنية هنا تفتح بشكل عرضي للسماح بوصول أوسع للحوض. تفتح العضلة المستقيمة بمساعدة المُخثر أو المشرط الجراحي مع الانتباه لعزل الأوعية الدموية في هذه المنطقة والسيطرة على أي نزف محتمل. من المهم أيضاً عدم فصل العضلة المستقيمة عن غمدها الأمامي من أجل تسهيل عملية إغلاق الجرح. من مساوئ هذا الشق النزف المتأخر من حواف العضلة المستقيمة المقطوعة ومن الأوعية الشرسوفية العميقة، بالإضافة لذلك يوفر هذا الشق وصولاً محدوداً لأعلى البطن.
- شق ماك بورني: وُصف هذا الشق منذ عام 1894 من قبل الجراح الأمريكي تشارلز ماك بورني. يُستخدم هذا الشق بشكل روتيني لاستئصال الزائدة الدودية، ويجرى في الربع السفلي الأيمن من البطن عند تقاطع الثلث الوحشي والثلثين الأنسيين من الخط الذي يصل بين السرة والشوك الحرقفي الأمامي العلوي. يُشفى هذا الشق بسرعة وله نتائج تجميلية جيدة.